# 털북숭이긴코아르마딜로
털북숭이긴코아르마딜로(Dasypus pilosus)는 아홉띠아르마딜로과에 속하는 아르마딜로의 일종이다. 페루의 고유종이다. 자연 서식지는 아열대 또는 열대 지역의 습기찬 저지대 숲과 아열대 또는 열대 지역의 습기가 있는 저산대 숲에서 서식한다. 서식지 감소로 멸종 위협을 받고 있다.